# Крис
 Тази статия е за митологични персонаж.  За традиционния съд вижте Мешере.  
Крис (на старогръцки: Κρῖσος, Crisus, Crissus) в древногръцката митология е син на Фок и Астерия. Близнак е на Панопей, с когото враждувал още в утробата на майка им.
Крис се жени за Антифатея, дъщеря на Наубол. Баща е на Строфий и дядо на Пилад.
Крис построява наречения на него град Криса до южен Парнас.